# 警察长期服务奖章

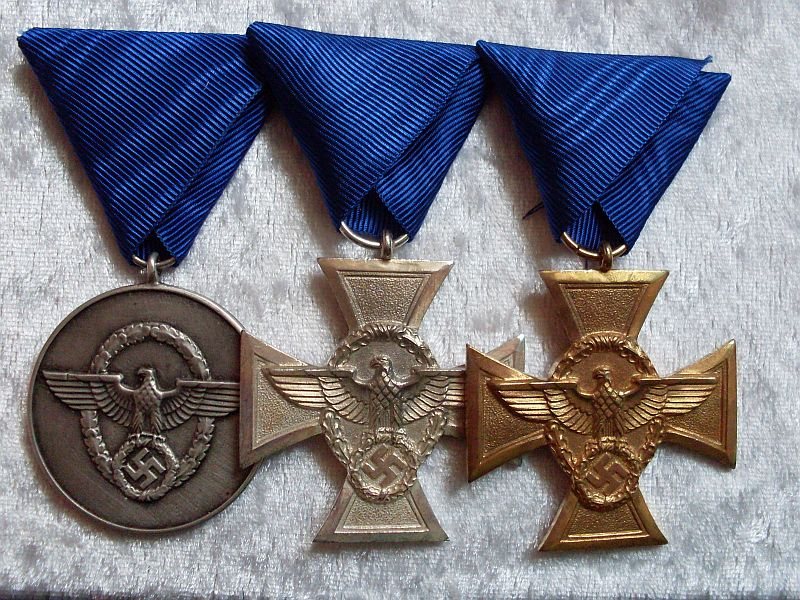
警察长期服务奖章

警察长期服务奖章（德語：Polizei-Dienstauszeichnung）是纳粹德國设立的一项政治嘉奖，奖给在德国警力中长期服务且仍在现役者。该奖章设计者是教授里夏德·克莱因（Richard Klein），奖章按服务时长分级，每一级别的设计有所不同。
1938年1月30日，阿道夫·希特勒下令为警力中服务时长满足标准的人员设立嘉奖，警察长期服务奖章诞生。该奖章有3个级别：8年、18年、25年。三个级别的奖章正面都带有警察徽标（有花环环绕的国家鹰徽）。三个级别的奖章背面都带有铭文“Für treue Dienste in der Polizei”（为警察忠诚服务）。1944年8月12日，官方批准设立更高等级的警察长期服务奖章：40年等级。